# Palazzo Laderchi

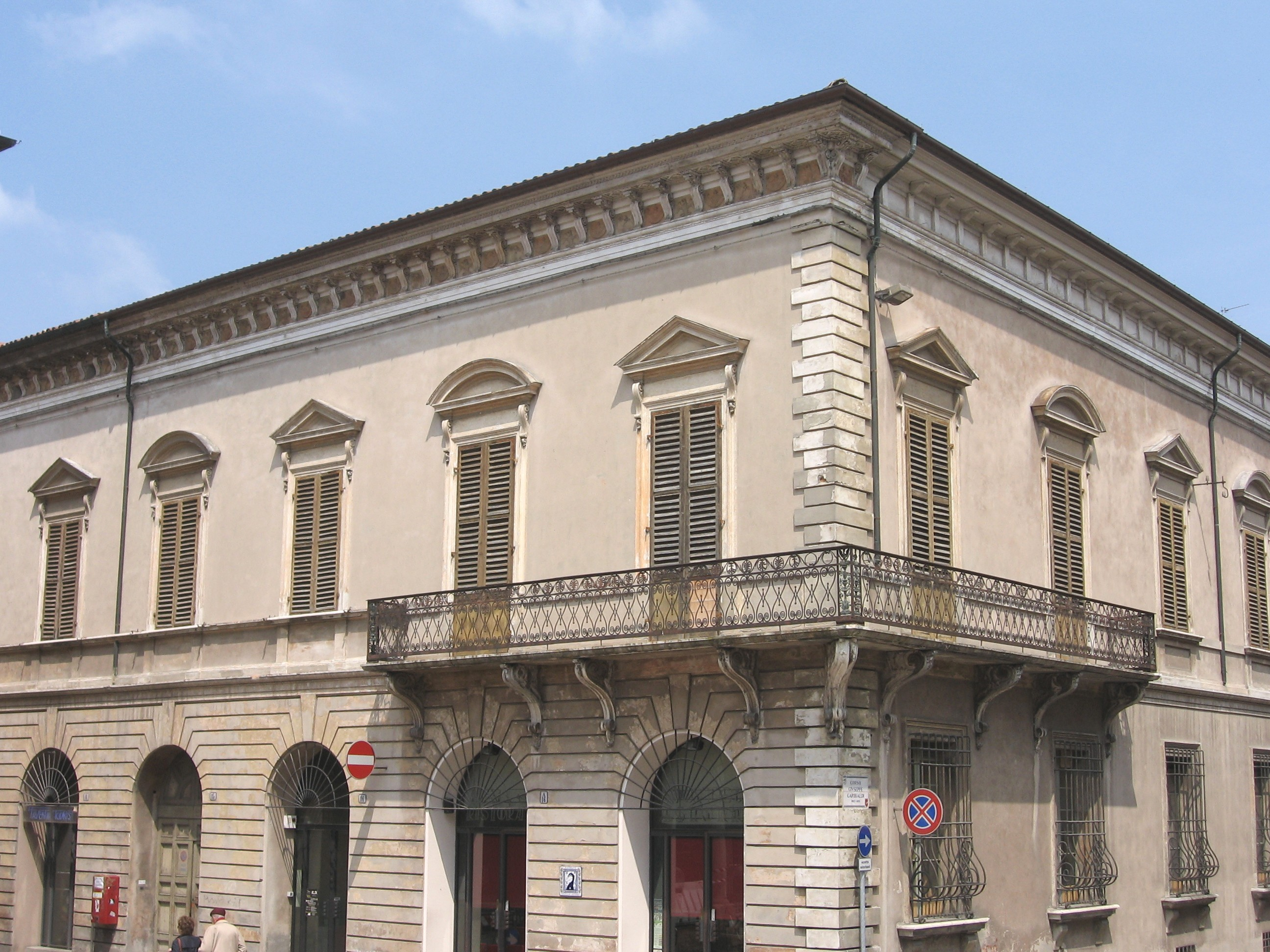
Palazzo Laderchi in Faenza

Der Palazzo Laderchi ist ein Palast aus dem 18. Jahrhundert in Faenza in der italienischen Region Emilia-Romagna. Er liegt am Corso Giuseppe Garibaldi 2, an der Ecke zur Via XX Settembre.

## Der Palast

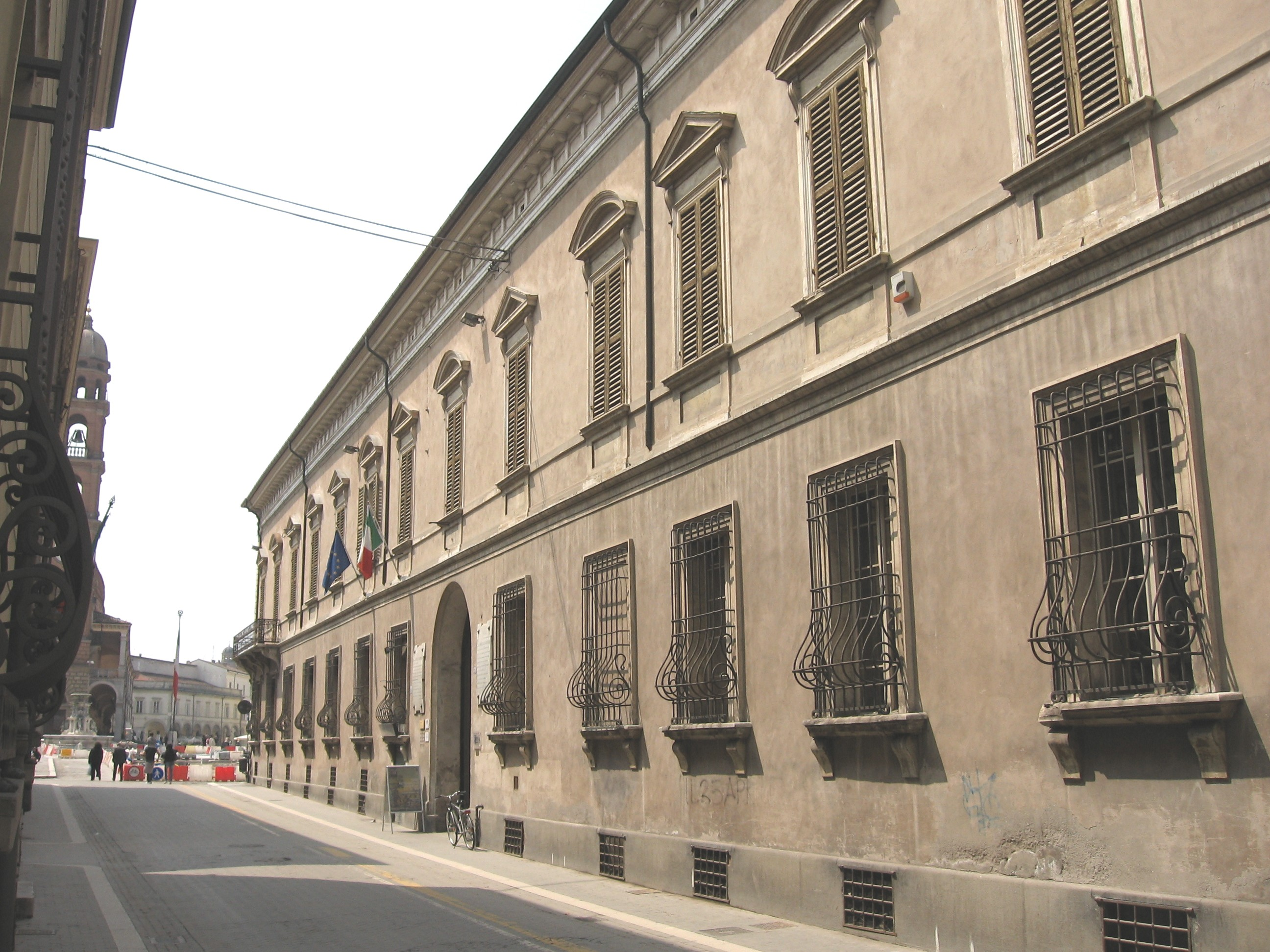
Palazzo Laderchi: Fassade zum Corso Giuseppe Garibaldi

Der Graf Ludovico Laderchi beauftragte 1780 den Architekten Francesco Tadolini mit dem Bau eines Palastes im Stile des 16. Jahrhunderts. Die Fresken des Gewölbes der „Großen Galerie“ wurden am 4. Juni 1794 von Felice Giani fertiggestellt: 12 große Gemälde in klassizistischem Stil erzählen die Sage von Amor und Psyche. An den Wänden findet sich eine heterogene Dekoration, die aus Lisenen in Stuck von Antonio Trentanove und vertikalen Girlanden besteht, die mit flatternden Bändern, Blumen und Früchten bemalt sind, ein Werk eines unbekannten Meisters, vermutlich von ‚‚Giovanni Ugolini‘‘.
Für seine eigene Junggesellenwohnung beauftragte der Bruder von Graf Ludovico, Achille Laderchi, den Architekten Giovanni Antonio Antolini mit einem elliptischen Studio, dem Gabinetto di Astronomio (dt.: Astronomiekabinett), das 1797 geschaffen und von Felice Giani ausgemalt wurde. Weitere Räume ließ der Graf Francesco Laderchi um 1840 einrichten und von Romolo Liverani und dessen Bruder Antonio ausschmücken; darunter ist die Lünette von besonderem Interesse, auf der das Landhaus der Laderchis im Stadtteil Prada mit angeschlossener Dampfmühle abgebildet ist, die erste Anlage dieser Art im Kirchenstaat.
Nach dem Tod von Graf Francesco Laderchi 1857 wurde der Palast an die Grafen Zauli Naldi verkauft, die ihn wiederum 1875 an den Markgrafen Camillo Zacchia weiterverkauften, der ihn restaurieren ließ. 1905 ging er ihn das Eigentum der Stadt Faenza über und wurde über die Jahre zu verschiedenen Zwecken genutzt: Als Regierungsbüros, Casa del Fascio, Schule und Sitz des Kulturassessorats. Heute sind dort verschiedene Organisationen und Vereinigungen untergebracht, darunter die Società torricelliana di scienze e lettere, sowie Museen.

## Die Familie

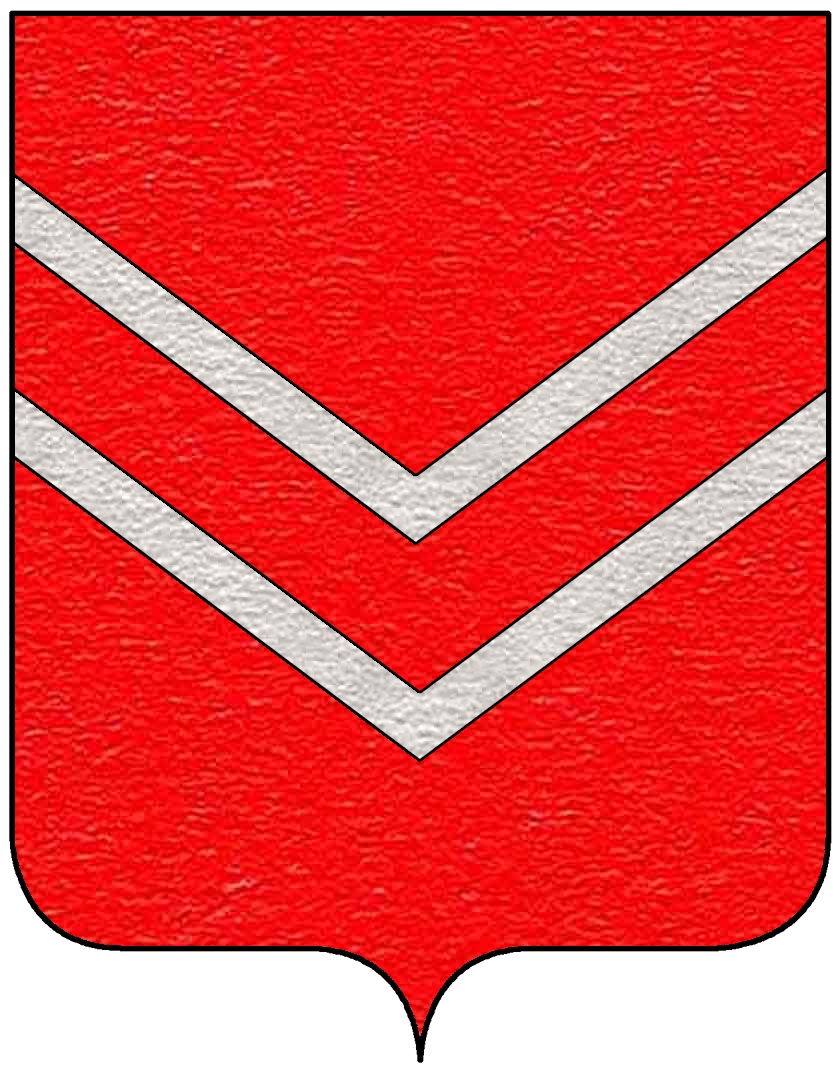
Familienwappen der Grafen Laderchi

Die Familie Laderchi stammt aus dem alten Ort Laderchio (Riolo Terme). Giacomo Laderchi war der Tutor des letzten Herrn von Faenza, Astorre III. Manfredi. Pier Gentile, ein Rechtsberater, wurde 1523 damit beauftragt, die neuen Statuten der Stadt zu redigieren.
Der Graf Ludovico Laderchi war während der französischen Herrschaft Podestat von Faenza, während sein Bruder, Graf Achille Laderchi, Mitglied der Zentralverwaltung und des Gesetzgebungsorgans der Cisalpinischen Republik war und vorher von der päpstlichen Regierung wegen der Teilnahme an der Bewegung des Oktober 1796 worden war, die den Anschluss der Stadt an die sich gerade bildende Cisalpinische Republik plante.
Der Graf Francesco Laderchi war ein bekannter Patriot des Risorgimento (wie auf einer großen Steintafel rechts des Eingangstors zum Palast vermerkt ist); dieser stellte 1847 seinen Palast der Guarda Civica zur Verfügung und lehnte, als diese an einen anderen Standort umzog, eine Bezahlung der Stadtverwaltung für die Schäden, die die „Soldateska“ verursacht hatte, entschieden ab. Während der Revolution der Römischen Republik von 1849 wurde er zum Präses der Provinz Forlì ernannt.
Sein Sohn, Graf Comandante Achille Laderchi (1830–1906) gehörte ebenfalls zu den großen Protagonisten des Risorgimento von Faenza, kämpfte als ganz junger Mann 1848 gegen die Österreicher in Vicenza und war zweimal Bürgermeister von Faenza: Von 1861 bis 1863 und von 1901 bis 1902.
Die Familie Laderchi ließ auch die Villa Laderchi errichten, die auch „Rotonda“ genannt wurde, eine Villa in der Nähe des Flusses Lamone, die „Il Prato“ hieß, und die alte Villa in Prada di Russi, die heute nicht mehr existiert.

## Die Museen
Folgende Museen haben sich in dem Palast niedergelassen:
- Im Museo Torricelliano sind die Erinnerungsstücke und Papiere von Evangelista Torricelli ausgestellt; es ist eine Bibliothek mit über 2000 Stücken, darunter Bände und Zeitschriften.[2]
- Im Museo del Risorgimento e dell’età contemporea di Faenza, das 2009 am neuen Sitz eröffnet wurde, kann man eine Sammlung von Erinnerungsstücken und Dokumenten sehen, die historische Personen und Ereignisse von Faenza und seiner Umgebung ab 1790 betreffen, dem Jahr, in dem die Truppen Napoleons in Faenza eintrafen, bis zum Jahr 1945.[3]

## Bildergalerie

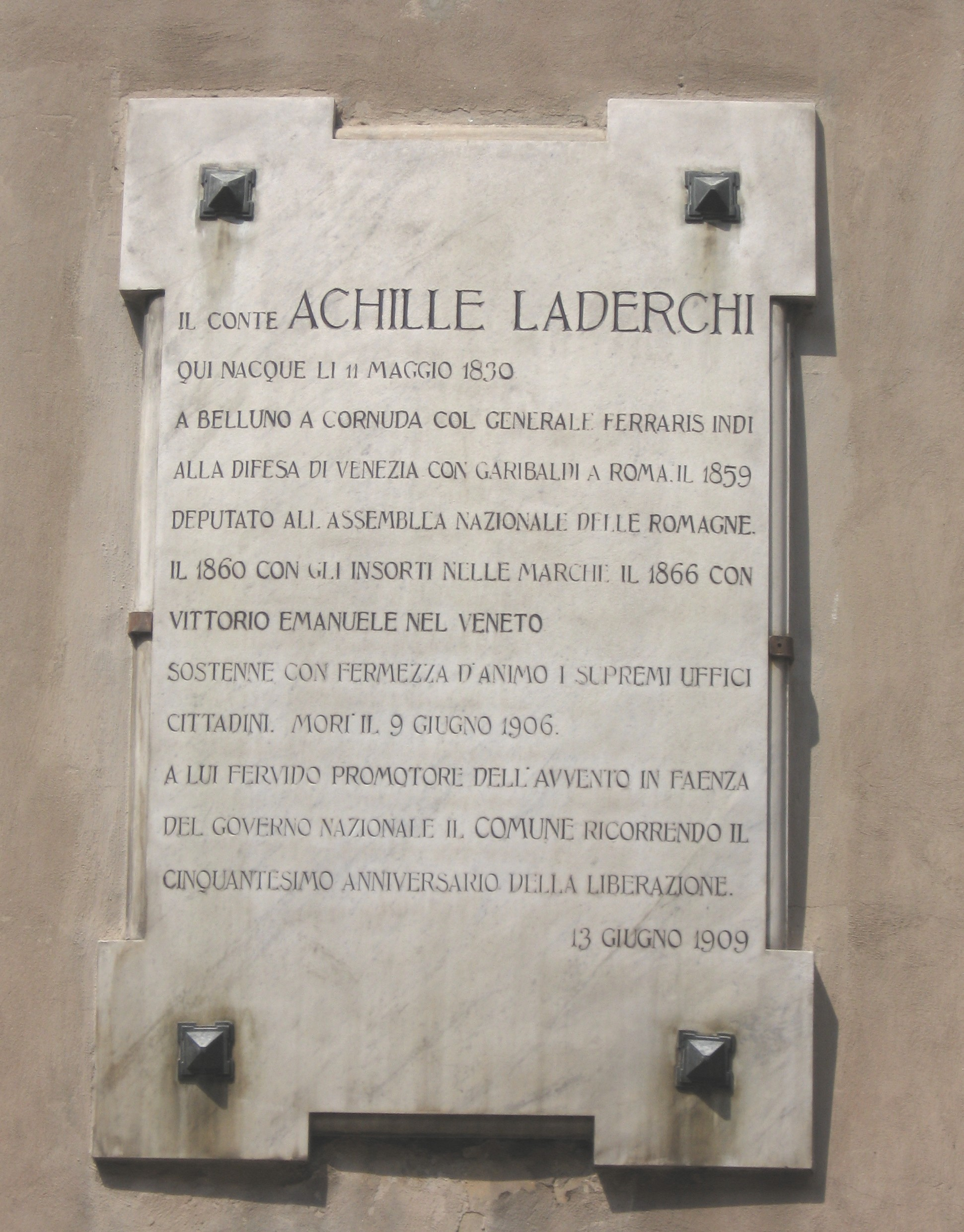
Erinnerungstafel an den Grafen Achille Laderchi
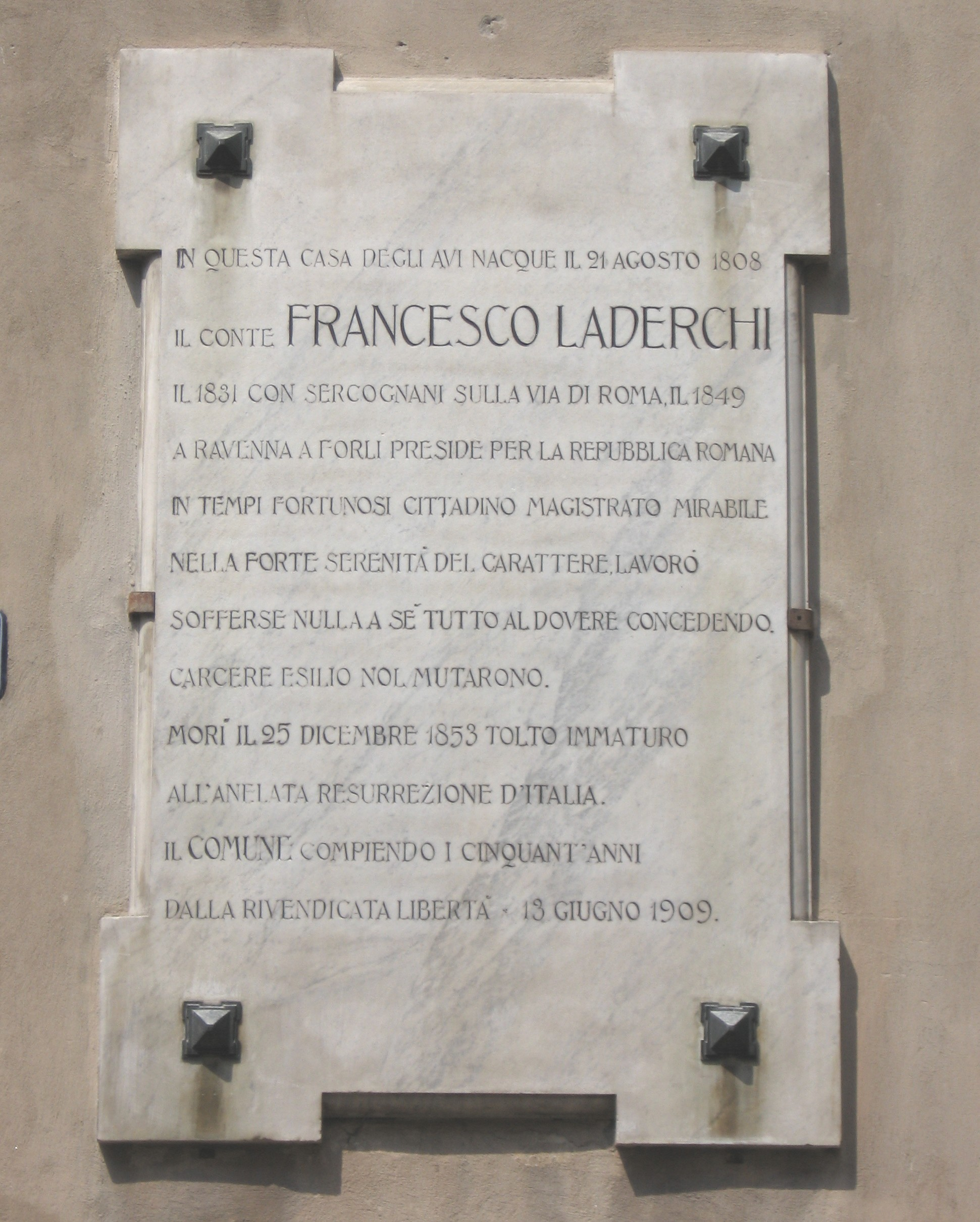
Erinnerungstafel an den Grafen Francesco Laderchi
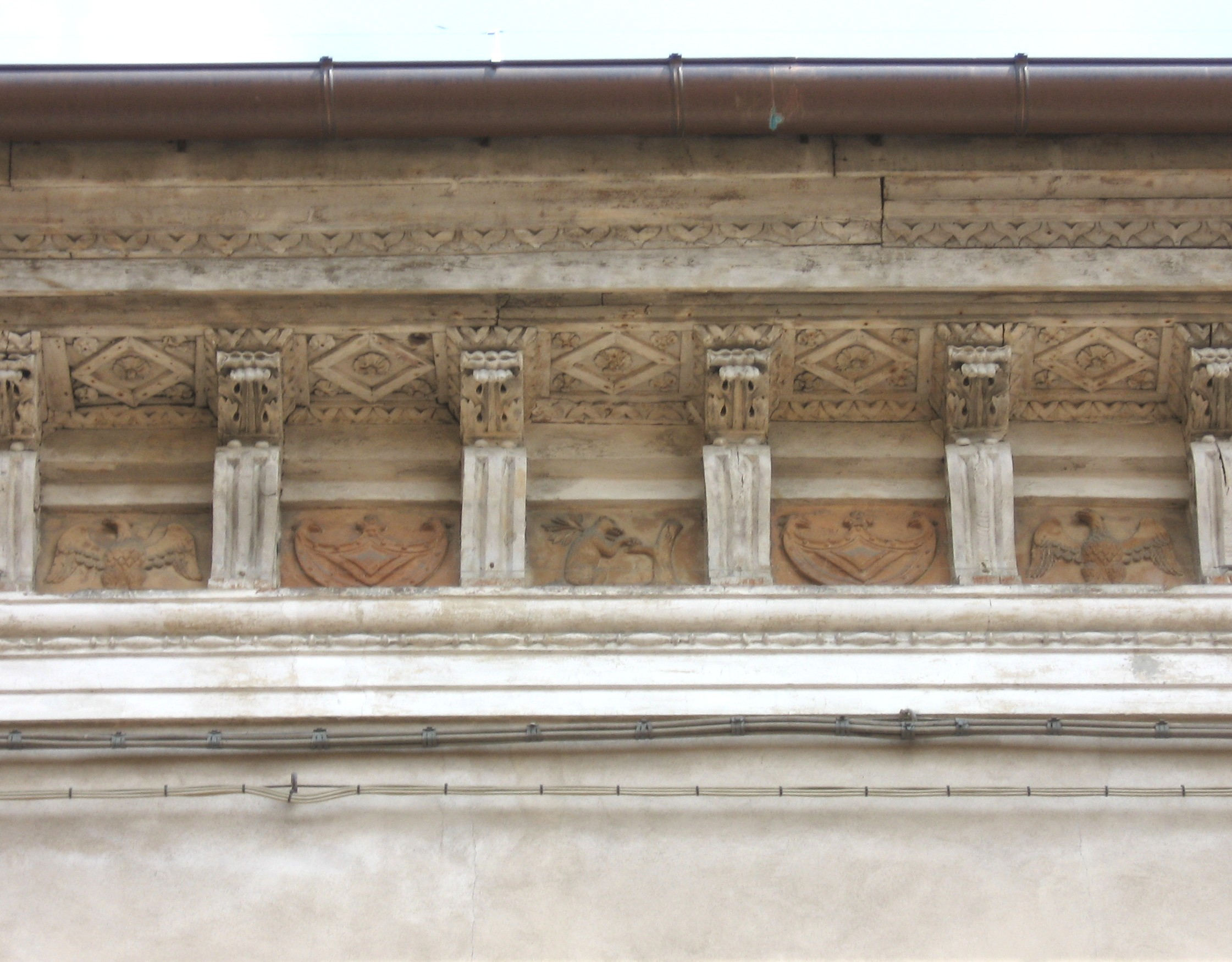
Detail am Traufgesims des Palazzo Laderchi